# 법정이율
법정이율이란 약정이율이 없는 경우 민법 제379조에 따른 금전채무 불이행에 의한 손해산정의 기준이 되는 이율로 현재 연 5%로 규정하고 있다. 소송촉진 등에 관한 특례법은 법정이율에 관한 특례로 금전채무 불이행으로 인한 손해배상액 산정의 기준이 되는 법정이율을 별도의 대통령으로 정한 이율에 따르도록 규정하고 있고, 이자 기산점을 ‘금전채무의 이행을 구하는 소장 또는 이에 준하는 서면이 채무자에게 송달된 날의 다음 날부터’로 정하고 있으며, 현재 이에 따른 이율은 연 12%이다.